# Tapanuli orangután
A tapanuli orangután (Pongo tapanuliensis) az emlősök (Mammalia) osztályának főemlősök (Primates) rendjébe, ezen belül az emberfélék (Hominidae) családjába tartozó faj.

## Felfedezése és megnevezése
A szumátrai Dél-Tapanuli Batang Toru területen előforduló orangutánállományról már 1939-ben tudomást szerzett a világ, azonban a felfedezés feledésbe merült. 1997-ben egy expedíció során újra felfedezték az állományt, és a szumátrai orangután (Pongo abelii) alfajaként azonosították. A külön fajra való emelése csak 2017-ben történt meg, amikor egy alapos törzsfejlődés-kutatást végeztek az emberfélék körében. 37 vadon élő szumátrai orangután és borneói orangután (Pongo pygmaeus) genetikai vizsgálata, valamint 34 darab hím orangután csontvázának a vizsgálata arra mutatott, hogy egy 2013 novemberében halálos sebesülést szenvedett hím egy egészen különálló fajnak a tagja, így ez lett a tapanuli orangutánfaj típuspéldánya. Ezt a csontvázat az indonéziai Bogori Állattani Múzeumban (Bogor Zoology Museum) őrzik. Az újonnan felfedezett faj koponyája és fogazata nagyban különbözik a másik két fajétól. A faj a nevét az élőhelyéről, az észak-szumátrai Tapanuli térségről kapta.

## Törzsfejlődése
A genetikai kutatások arra utalnak, hogy a tapanuli orangután a vele egy szigeten élő szumátrai orangutántól körülbelül 3,4 millió évvel ezelőtt válhatott le. 75 000 évvel ezelőtt, amikor kitört a mai Toba-tó helyén levő vulkán, a két orangutánfaj majdnem teljesen elszigetelődött egymástól. 10-20 ezer évvel ezelőtt teljesen megszűnt a két faj közti kapcsolat. A tapanuli orangután a borneói orangutántól csak 674 000 évvel ezelőtt vált el, mivel korábban Szumátra és Borneó az alacsony vízállás miatt összeértek. A kutatók feltételezik, hogy a tapanuli orangután azon a helyen él, ahol az első orangutánok éltek, amikor a kontinentális Ázsiából lejöttek az indonéz szigetekre.

## Előfordulása
Előfordulási területe a Toba-tótól délre fekvő trópusi, magashegyi esőerdőkre korlátozódik. Az egész faj csak 1000 négyzetkilométernyi területen található meg; körülbelül 300-1300 méteres tengerszint feletti magasságok között. Szumátrai rokonától csak 100 kilométernyi távolság választja el. Egyedszáma kevesebb mint 800 főre tehető. Az emberi tevékenységek, mint például a mezőgazdaság, erdőirtás, vízerőmű építése, vadászat és állatkereskedelem mind veszélyeztetik ezt az igen ritka emberfélét. Mivel a példányszámuk egyre csökken, a beltenyészet is egyre nagyobb veszélyt fog jelenteni a faj számára.

## Megjelenése
Az újonnan felfedezett faj testfelépítésben és a szőrzet színében jobban hasonlít a szumátrai rokonára; azonban a szőre göndörebb, feje kisebb és arca laposabb. A domináns hímnek nagy bajusza és nagy, lapos pofalemezei vannak. Mindkét nemnek van szakálla, míg a borneói fajnál csak a hímnek van.

## Életmódja
A tapanuli orangután hím kiáltása magasabb frekvenciájú, mint a szumátraié, és hosszabban tartó, mint a borneóié. Az étlapja is különbözik abban, hogy a tapanuli faj kiegészíti hernyókkal és tobozokkal. Talán az összes orangutánfaj közül ez ül a legtöbbet a fákon, több 3000 órányi megfigyelés alatt egy példány sem jött le a talajra. Ennek oka valószínűleg a szumátrai tigris (Panthera tigris sondaica) jelenléte.

## Fordítás
- Ez a szócikk részben vagy egészben  a   Tapanuli orangutan című angol Wikipédia-szócikk ezen változatának fordításán alapul.  Az eredeti cikk szerkesztőit annak laptörténete sorolja fel. Ez a jelzés csupán a megfogalmazás eredetét és a szerzői jogokat jelzi, nem szolgál a cikkben szereplő információk forrásmegjelöléseként.